# NGC 147
NGC 147 (Caldwell 17) est une galaxie naine sphéroïdale. Elle fut découverte par John Herschel en 1829. 
Sa distance et son appartenance au Groupe local de galaxies fut établie par Walter Baade en 1944. Distante de 2,2 millions d’années-lumière, NGC 147 est une galaxie satellite de la Galaxie d’Andromède et semble former un couple avec NGC 185 qui lui est suffisamment proche pour que les deux galaxies soient en interaction gravitationnelle directe.

## Un système binaire gravitationnellement lié
Vers la fin du siècle dernier, on a découvert que NGC 147 et NGC 185 formaient un couple binaire de galaxies, c'est-à-dire qu’elles constituent un système binaire gravitationnellement stable. Cependant, la légère galaxie naine Cassiopeia II semble aussi faire partie du système de NGC 147 et NGC 185, formant ainsi un groupe gravitationnellement lié au sein de l’intrigante population de petites galaxies satellites d’Andromède.